# بادي جونز (موسيقي)
بادي جونز (بالإنجليزية: Buddy Jones)‏ هو موسيقي أمريكي، ولد في 2 فبراير 1937 في Montcoal, West Virginia ‏ في الولايات المتحدة، وتوفي في 13 أغسطس 2014 في بارتون في الولايات المتحدة بسبب مرض آلزهايمر.